# Тоніо Бордж
Тоніо Бордж (мальт. Tonio Borg; нар. 12 травня 1957, Флоріана, Мальта) — мальтійський політичний діяч, член Націоналістичної партії.

## Освіта
У 1979 році отримав ступінь доктора юридичних наук (LL.D) в Мальтійському університеті.

### Мови
Окрім рідних англійської та мальтійської мов, досконало знає італійську та має практичне знання французької.

## Професійна кар'єра
- 1980–1995 — юрист приватної практики, спеціалізується на випадках порушення прав людини.
- 1987–1992 — директор Mid-Med Bank Ltd.

## Політична кар'єра
- 1980–1982 — генеральний секретар Молодіжного руху Націоналістичної партії (MZPN).
- 1982–1984 — президент Молодіжного руху Націоналістичної партії (MZPN).
- 1988–1995 — президент Генеральної ради Націоналістичної партії.
- 1990–1995 — член Європейського комітету з попередження тортур (ЄКПТ).
- 1992–1995 — член ради Мальтійського органу планування.
- 1992–1995 — член Парламентської асамблеї Ради Європи.
- 1992–1995; 1996–1998 — член Об'єднаного парламентського комітету між Європейським парламентом і Палатою представників Мальти.
- 1995–1996 — міністр внутрішніх справ і доповідач Націоналістичної партії.
- 1998–2003 — міністр внутрішніх справ і навколишнього середовища.
- 2003–2008 — міністр юстиції і внутрішніх справ.
- 2004–2012 — заступник лідера Націоналістичної партії.
- 2004–2012 — заступник прем'єр-міністра, лідер Палати представників і голова Держконтролю Лічильного комітету.
- 2008–2012 — міністр закордонних справ.
- 2012–2013 — європейський комісар з питань охорони здоров'я і споживчої політики.
- 2013—2014 — європейський комісар з питань охорони здоров'я.

## Інші види діяльності
З 1989 — старший викладач в області публічного права в Мальтійському університеті.

## Особисте життя
Одружений. Має трьох дітей.